# Terrapin Station
Terrapin Station é o nono álbum de estúdio da Grateful Dead, lançado em 27 de julho de 1977. Foi o primeiro álbum da Grateful Dead da Arista Records e o primeiro álbum de estúdio depois que a banda retornou às turnês ao vivo, após um hiato de quase dois anos.
O álbum alcançou No. 28 na parada da Billboard e alcançou o status de álbum de ouro em 1987, depois de ser lançado pela primeira vez em CD (pela Arista Records) após o lançamento do álbum In the Dark daquele ano. Terrapin Station foi remasterizada e ampliada para a caixa Beyond Description (1973–1989), box set em outubro de 2004.

Foi eleito o número 848 na terceira edição do All Time Top 1000 Albums de Colin Larkin (2000).